# Ayrton Costa
Ayrton Enrique Costa (Quilmes, 12 luglio 1999) è un calciatore argentino, difensore del Boca Juniors.

## Caratteristiche tecniche
È un difensore centrale.

## Carriera
Cresciuto nel settore giovanile dell'Independiente, debutta in prima squadra il 6 dicembre 2020 in occasione dell'incontro di Copa Diego Armando Maradona vinto 1-0 contro il Defensa y Justicia.

## Statistiche

### Presenze e reti nei club
Statistiche aggiornate al 15 febbraio 2025.
| Stagione             | Squadra              | Campionato           | Campionato | Campionato | Coppe nazionali | Coppe nazionali | Coppe nazionali | Coppe continentali | Coppe continentali | Coppe continentali | Altre coppe | Altre coppe | Altre coppe | Totale | Totale |
| Stagione             | Squadra              | Comp                 | Pres       | Reti       | Comp            | Pres            | Reti            | Comp               | Pres               | Reti               | Comp        | Pres        | Reti        | Pres   | Reti   |
| -------------------- | -------------------- | -------------------- | ---------- | ---------- | --------------- | --------------- | --------------- | ------------------ | ------------------ | ------------------ | ----------- | ----------- | ----------- | ------ | ------ |
| 2020                 | Independiente        | PD                   | 0          | 0          | CA+CdL          | 0+2             | 0               | CS                 | 0                  | 0                  | -           | -           | -           | 2      | 0      |
| 2021                 | Independiente        | PD                   | 6          | 1          | CA+CdL          | 0+7             | 0               | CS                 | 4                  | 0                  | -           | -           | -           | 17     | 1      |
| gen.-giu. 2022       | Independiente        | PD                   | 0          | 0          | CA+CdL          | 0+1             | 0               | CS                 | 1                  | 0                  | -           | -           | -           | 2      | 0      |
| giu.-dic. 2022       | Platense             | PD                   | 18         | 2          | CA+CdL          | -               | -               | -                  | -                  | -                  | -           | -           | -           | 18     | 2      |
| 2023                 | Independiente        | PD                   | 24         | 1          | CA+CdL          | 1+5             | 0               | -                  | -                  | -                  | -           | -           | -           | 30     | 1      |
| gen.-lug. 2024       | Independiente        | PD                   | 0          | 0          | CA+CdL          | 2+9             | 0+1             | -                  | -                  | -                  | -           | -           | -           | 11     | 1      |
| Totale Independiente | Totale Independiente | Totale Independiente | 30         | 2          |                 | 27              | 1               |                    | 5                  | 0                  |             | -           | -           | 62     | 3      |
| 2024-gen. 2025       | Anversa              | PL                   | 15         | 0          | CB              | 1               | 0               | -                  | -                  | -                  | -           | -           | -           | 16     | 0      |
| 2025                 | Boca Juniors         | PD                   | 6          | 0          | CA              | 1               | 0               | CL                 | 0                  | 0                  | Cmc         | -           | -           | 7      | 0      |
| Totale carriera      | Totale carriera      | Totale carriera      | 69         | 4          |                 | 29              | 1               |                    | 5                  | 0                  |             | -           | -           | 103    | 5      |